# Новак Юрій Гафарович
Ю́рій Гафа́рович Но́вак — український тренер, почесний громадянин Макіївки (2011).

## Життєпис
1977 року закінчив Одеський інститут народного господарства, економіст.
З 1993 року — президент клубу судномодельного спорту «Нептун».
16 разів ставав призером Чемпіонатів Світу та Європи з судномодельного спорту.
Чемпіон світу з судномодельного спроту — 1991 (Болгарія), 1997 (Швейцарія), 2006 (Хорватія), 2008 (Чехія).
Як тренер підготував більше 100 медалістів Чемпіонатів світу та Європи.
Виховав заслуженого майстра спорту, 2 суддів міжнародної категорії, 16 майстрів спорту міжнародного класу, 20 майстрів спорту.
2012 року його вихованці спортсмени-судомоделісти повезли на Чемпіонат світу 9 унікальних моделей різних суден, завоювали 9 золотих медалей.